# Малущенко, Митрофан Егорович
Митрофан Егорович Малущенко (1912—1985) — майор Советской Армии, участник Великой Отечественной войны, Герой Советского Союза (1945).

## Биография
Митрофан Малущенко родился 23 июля 1912 года в селе Чутовка (ныне — Оржицкий район Полтавской области Украины). После окончания неполной средней школы и школы колхозной молодёжи работал сначала в колхозе, затем на стройке Харьковского тракторного завода. В 1940 году Малущенко окончил Харьковский государственный университет, после чего заведовал кафедрой марксизма-ленинизма Луцкого учительского института. В июне 1941 года Малущенко был призван на службу в Рабоче-крестьянскую Красную Армию. С того же года — на фронтах Великой Отечественной войны. Летал в составе экипажа Героя Советского Союза Леонида Боброва.
К концу войны гвардии капитан Митрофан Малущенко был штурманом эскадрильи 134-го гвардейского бомбардировочного авиаполка (6-й гвардейской бомбардировочной авиадивизии, 1-й воздушной армии, 3-го Белорусского фронта). К тому времени он совершил 207 боевых вылетов на бомбардировку скоплений боевой техники и живой силы противника, его важных объектов, нанеся ему большие потери.
Указом Президиума Верховного Совета СССР от 29 июня 1945 года за «образцовое выполнение заданий командования и проявленные при этом мужество и героизм» гвардии капитан Митрофан Малущенко был удостоен высокого звания Героя Советского Союза с вручением ордена Ленина и медали «Золотая Звезда» за номером 6350.
В 1947 году в звании майора Малущенко был уволен в запас. Проживал в Черкассах. первоначально преподавал курс истории партии, был секретарём парткома Украинской сельскохозяйственной академии. Кандидат исторических наук. Позднее находился на партийных должностях, был первым секретарём Московского райкома КПСС в Киеве, секретарём Черкасского обкома КПСС, заместителем председателя Черкасского облисполкома, председателем Черкасского областного комитета народного контроля. Умер 30 сентября 1985 года, похоронен на аллее Почёта городского кладбища в Черкассах.

## Награды
Был также награждён двумя орденами Красного Знамени, двумя орденами Отечественной войны 1-й степени, орденом Отечественной войны 2-й степени, четырьмя орденами Трудового Красного Знамени, орденом «Знак Почёта», рядом медалей.